# Такахаси, Филипп
Фил(ипп) Такахаси (англ. Philip Masato Takahashi; 29 июня 1957 или 12 июня 1957, Торонто — 15 июня 2020) — канадский дзюдоист, 10-кратный чемпион Канады, победитель Панамериканских чемпионатов, призёр Панамериканских игр, участник двух Олимпиад.

## Карьера
Выступал в суперлёгкой (до 60 кг) весовой категории. Чемпион Канады 1977—1988 годов. Победитель и призёр международных турниров. В 1982 году выиграл бронзу студенческого чемпионата мира в городе Йювяскюля (Финляндия). Чемпион Панамерики 1980 и 1982 годов. Бронзовый призёр Панамериканских игр 1979 и 1983 годов. Бронзовый призёр чемпионата мира 1981 года.
На Олимпиаде 1984 года в Лос-Анджелесе Такахаси занял 18-е место. На следующей Олимпиаде в Сеуле в первой же схватке Такахаси проиграл алжирцу Али Идиру и выбыл из дальнейшей борьбы, заняв итоговое 20-е место.